# Шарм (Лоаре)
Шарм (фр. Charme) је насељено место у Француској у региону Центар, у департману Лоаре.
По подацима из 2011. године у општини је живело 150 становника, а густина насељености је износила 10,85 становника/km².

## Демографија
| 1962. | 1968. | 1975. | 1982. | 1990. | 2011. |
| ----- | ----- | ----- | ----- | ----- | ----- |
| 193   | 161   | 159   | 154   | 141   | 150   |